# Ouarsenis
Die Ouarsenis oder Ouanchariss (arabisch الونشريس), El Ouanchariss, Berber: Ouarsnis, sind ein rund 150 km langer Gebirgszug des Tellatlas im nordwestlichen Algerien. Quarsenis bedeutet im berberischen Sprachraum so viel wie: „nichts mehr“. 

## Geographische Lage
Das Gebirge erstreckt sich etwa 80 km südlich der Mittelmeerküste. Als höchste Erhebung wird traditionell der Kef Sidi Amar mit 1985 m angesehen, der etwa 33 km nordnordwestlich von Tissemsilt liegt. Andere Quellen kommen zu niedrigeren Werten zwischen 1963 m und 1957 m. Ein weiterer erwähnenswerter Gipfel ist der 1850 m hohe „Achaoun“. Das Gebirge erstreckt sich aus nordöstlicher Richtung entlang des Cheliff zum Oued Mina im Westen und zum Sersou-Plateau im Süden. Das Gebirge ist geprägt von ausgedehnten Zedernwäldern. Auch Landwirtschaft hat regionale Bedeutung. Tangiert sind die Provinzen Medea, Ain Defla, Tissemsilt, Chlef und Tiaret.

## Bevölkerung
Die Bewohner sind vornehmlich berberischer Herkunft. Viele stammen von den Banu Ifran beziehungsweise Magrawa ab, beides Stämme, die auf die Zanata zurückzuführen sind.